# Михалёво (заказник)
Михалёво — государственный региональный ботанический заказник, расположенный в России на северо-востоке Бабушкинского района Вологодской области, в 6 км к северо-востоку от деревни Логдуз.

## Описание и значение
Дата создания: 14.09.1994 г.
Общая площадь: 852 га.
Территория заказника расположена в пределах Кичменгского моренно-эрозионного ландшафтного района. С севера к заказнику примыкает болото Кибринское, с востока — Михалёво.
Ледниковые и водно-ледниковые четвертичные отложения мощностью до 10-50 м залегают на песках, песчаниках и конгломератах перми. Плоская ровная поверхность и близкое залегание грунтовых вод способствуют формированию заболачивающихся типов леса.
Лесной массив представлен высокобонитетным сосняком с богатым урожаем грибов и ягод (черника, клюква, брусника, морошка, костяника). Небольшие площади занимают березняки с примесью осины, верховые и низинные болота. На территории государственного природного заказника зарегистрированы редкие виды растений: княжик сибирский, тайник овальный.
Лесной массив активно посещается с целью сбора грибов и ягод.